# 陳バルグ旗
陳バルグ旗（ホーチン・バルグき、ちんバルグ-き、ᠬᠠᠭᠤᠴᠢᠨ
ᠪᠠᠷᠭᠤ
ᠬᠣᠰᠢᠭᠤ　転写：Qaɣučin Barɣu qosiɣu）は、中華人民共和国内モンゴル自治区フルンボイル市に位置する旗。地方政府はバエンフレー・バルガス（巴彦庫仁鎮）にある。
牧場が主で総面積の3分の2を占める。農牧の他、この地には農業と鉱業が発展、石炭が多く105億トンの埋蔵量。他に硫黄、鉄、鉛など10種類以上があり、政府による開発計画がされている。

## 行政区画
3バルガス（鎮）、4ソム（蘇木）を管轄
- バルガス（鎮）
  - バエンフレー・バルガス（巴彦庫仁鎮）
  - ボル・シル・バルガス（宝日希勒鎮）
  - フフノール・バルガス（呼和諾爾鎮）
- ソム
  - エヴェンキ民族ソム
  - バローン・ウジュール・ソム（西烏珠爾蘇木）
  - ジューン・ウジュール・ソム（東烏珠爾蘇木）
  - バエンハダ・ソム（巴彦哈達蘇木）
- 牧場
  - 国営哈図達牧場
  - 国営ホト・トホエ（浩特陶海）農牧場
  - 国営特泥河牧場

## 交通

### 鉄道
- 中国鉄路総公司
  - 浜洲線

（満洲里方面）- 赫爾洪得駅 - 完工駅 - 東宮駅 - 烏蘭丘駅 - 烏固諾爾駅 - 大良駅 - （ハルビン方面）

### 道路
- 高速道路
  - 綏満高速道路
- 国道
  - G301国道

### 出入国検査場
- フレート（胡列也吐）口岸